# Anthomyia comio
Anthomyia comio är en tvåvingeart som först beskrevs av Harris 1780.  Anthomyia comio ingår i släktet Anthomyia och familjen blomsterflugor. Inga underarter finns listade i Catalogue of Life.